# ريد أكشن
كانت ريد أكشن مجموعة سياسية يسارية بريطانية تشكلت عام 1981. أصبحت معروفة بمواجهة الجماعات العنيفة مثل الحزب الوطني البريطاني في الشوارع، وكونها القوة التنظيمية الرئيسية وراء الأعمال المناهضة للفاشية.  في عام 1995، قدرت الإندبندنت أن لديها ما بين 20 و30 فرعاً لكل منها 10-15 ناشطاً، وذكرت الصحيفة أن المجموعة «تتبنى بحماس استخدام العنف». كما حددت روابط بين الحركة والحركة الجمهورية الأيرلندية، وذكرت أن الأعضاء يعملون بشكل أساسي في المدن الكبيرة مثل لندن ومانشستر وليدز وجلاسكو.
تم تشكيل المجموعة من قبل ناشطين تم طردهم من حزب العمال الاشتراكي لتورطهم في «الفرقة» المزعومة (أعمال عنف ضد الجماعات العنصرية اليمينية المتطرفة).  أعاد النشطاء المطرودون تجميع صفوفهم حول صحيفة تدعى ريد أكشن. بعد عدة سنوات، أصبحت المجموعة أكثر اهتمامًا بالعملية الانتخابية، وانضمت إلى تحالف الجبهة الحمراء الانتخابي في عام 1987 والتحالف الاشتراكي في إنجلترا وويلز في عام 1999. ثم غادر أعضاء الحركة هذه المنظمة، إلى جانب الحزب الاشتراكي، مستشهدين بهيمنة حزب العمال الاشتراكي على المنظمة. ذهب بعض أعضاء الحركة لتأسيس جمعية الطبقة العاملة المستقلة. 
كانت هناك تكهنات بأن أعضاء من الحركة ربما كانوا متورطين في تفجير الجيش الجمهوري الأيرلندي في وارينغتون في عام 1993. أدين اثنان من أعضاء الحركة، وهما جان تايلور وباتريك هايز، بتفجير هارودز التابع للجيش الجمهوري الإيرلندي في عام 1993، والذي أدى إلى إصابة العديد من الأشخاص. تم وضع القنبلة في سلة المهملات تمامًا مثل هجمات وارينجتون في مارس.

## روابط خارجية
- أرشيف العمل الأحمر
- «الجناح اليساري المنبوذ السياسي»: تاريخ العمل الأحمر لمارك هايز
- مادة Red Action في Libcom
- بمجرد إغلاق هذه الحانة - قسم العمل الأحمر ملف شخصي ساخر لجون سوليفان